# Wielki Mur (film)
Wielki Mur (chiń. 长城) – chińsko-amerykański film fantasy z 2016 roku w reżyserii Zhanga Yimou. Film przedstawia historię elitarnej chińskiej drużyny wojowników, która z pomocą przybyszów z Europy próbuje pokonać potwory, przedostające się za Wielki Mur.
Uroczysta premiera filmu odbyła się 6 grudnia 2016 roku w Pekinie. Do chińskich kin film trafił 15 grudnia, a premiera w Stanach Zjednoczonych odbyła się 17 stycznia 2017 roku. W Polsce film wyświetlano od 13 stycznia.

## Obsada
- Matt Damon jako William Garin,
- Jing Tian jako Lin Mae,
- Pedro Pascal jako Pero Tovar,
- Willem Dafoe jako sir Ballard,
- Andy Lau jako strateg Wang,
- Zhang Hanyu jako generał Shao,
- Lu Han jako Peng Yong.

## Odbiór filmu
W agregatorze recenzji Metacritic średnia ocena filmu z 40 recenzji wyniosła 42/100 punktów, w serwisie Rotten Tomatoes otrzymał 35%.

## Produkcja
18 marca 2014 roku Zhang Yimou został wybrany na reżysera filmu. 6 listopada Peter Loehr, dyrektor generalny Legendary East, ogłosił, że budżet filmu wyniesie 135 milionów dolarów, a film będzie w całości anglojęzyczny. Pomysł na film wymyślili Thomas Tull, CEO Legendary, oraz Max Brooks, autor World War Z. Industrial Light & Magic był odpowiedzialny za efekty specjalne, a rekwizyty zapewnił Wētā Workshop, aby zapewnić wysoką jakość filmu, przypominającą hollywoodzkie produkcje.
Zdjęcia do filmu rozpoczęły się 30 marca 2015 roku w Qingdao, w Chinach. Jest to najdroższy film jaki kiedykolwiek nakręcono w Chinach. Podczas produkcji powstały kopie Wielkiego Muru, ponieważ w tym czasie nie można było na nim nagrywać scen. Reżyser filmu w trakcie wywiadu powiedział, że najbardziej imponująca była obecność ponad setki tłumaczy, którzy pomagali się komunikować wielonarodowej ekipie filmowej.